# Helophorus schuhi
Helophorus schuhi är en skalbaggsart som beskrevs av Mccorkle 1965. Helophorus schuhi ingår i släktet Helophorus och familjen halsrandbaggar. Inga underarter finns listade i Catalogue of Life.